# Гудымы
Гудымы (укр. Гудими) — село,
Андрияшевский сельский совет,
Роменский район,
Сумская область,
Украина.
Код КОАТУУ — 5924181102. Население по переписи 2001 года составляло 678 человек .

## Географическое положение
Село Гудымы находится на левом берегу реки Сула,
выше по течению на расстоянии в 2,5 км расположено село Андрияшевка,
ниже по течению на расстоянии в 6 км расположено село Белогорилка (Лохвицкий район) Полтавская область,
на противоположном берегу — село Чеберяки.
Река в этом месте извилистая, образует лиманы, старицы и заболоченные озёра (Коржево).
Рядом проходят автомобильная дорога Т-1907 и 
железная дорога, станция Андрияшевка в 5-е км.

## Экономика
- Молочно-товарная ферма.
- «Гудымы», ООО
- «Ромны-Инвест», ТОВ

## Объекты социальной сферы
- Дом культуры.